# 3184 Raab
3184 Raab este un asteroid din centura principală, descoperit pe 22 august 1949 de Ernest Johnson.